# Trudne sprawy
Trudne sprawy è una serie televisiva polacca di falsi documentari, trasmessa dal 28 febbraio 2011 su Telewizja Polsat, basata sull'originale tedesco Familien im Brennpunkt, trasmesso su RTL. Le riprese per la serie sono realizzate a Wroclaw. 

## Trama
Ogni episodio della serie racconta una storia differente riguardante i problemi particolari della vita quotidiana. Tutte le storie, scritte dagli sceneggiatori, vengono interpretate da attori-dilettanti, selezionati attraverso dei casting. La serie non possiede una sceneggiatura rigorosa – ogni attore può interpretare liberamente le situazioni e recitare i problemi presentati secondo le proprie preferenze. Allo spettatore vengono presentate delle opinioni personali dei protagonisti positivi e negativi – una parte della serie si basa su una intervista simulata con ognuno di essi.

## Episodi
| Stagione                 | Episodi | Prima TV Polonia | Prima TV Italia |
| ------------------------ | ------- | ---------------- | --------------- |
| Prima stagione           | 63      | 2011             | inedita         |
| Seconda stagione         | 60      | 2011             | inedita         |
| Terza stagione           | 60      | 2012             | inedita         |
| Quarta stagione          | 73      | 2012             | inedita         |
| Quinta stagione          | 75      | 2013             | inedita         |
| Sesta stagione           | 60      | 2013             | inedita         |
| Settima stagione         | 60      | 2014             | inedita         |
| Ottava stagione          | 40      | 2014             | inedita         |
| Nona stagione            | 40      | 2015             | inedita         |
| Decima stagione          | 40      | 2015             | inedita         |
| Undicesima stagione      | 60      | 2016             | inedita         |
| Dodicesima stagione      | 40      | 2016             | inedita         |
| Tredicesima stagione     | 40      | 2017             | inedita         |
| Quattordicesima stagione | 40      | 2017             | inedita         |
| Quindicesima stagione    | 40      | 2018             | inedita         |
| Sedicesima stagione      | 40      | 2018             | inedita         |
| Diciassettesima stagione | 40      | 2019             | inedita         |
| Diciottesima stagione    | 40      | 2019             | inedita         |
| Stagiones                | 1191    | 2011-            |                 |